# Geophysical Fluid Dynamics Laboratory
Il Geophysical Fluid Dynamics Laboratory (GFDL) (Laboratorio Geofisico di Fluidodinamica) è un laboratorio dell'Office of Oceanic and Atmospheric Research (OAR), uno dei sette laboratori del NOAA Research Laboratories (RLs), con lo scopo di espandere la comprensione scientifica dei processi fisici che governano il comportamento di atmosfera e oceani, considerati come sistemi fluidi complessi, occupandosi soprattutto di ricerche globali caratterizzate da tempi lunghi di risposta. 

## Descrizione
Tra i risultati ottenuti sono compresi lo sviluppo dei primi modelli climatici per studiare il riscaldamento globale, i primi codici predittivi oceanici e i primi modelli dinamici in grado di rilevare il prevedere percorso e intensità degli uragani; gran parte dell'attuale lavoro di ricerca all'interno del laboratorio è indirizzato allo sviluppo di "Modelli del sistema Terra" per l'accertamento della componente naturale e di quella indotta dall'uomo nei cambiamenti climatici attuali.

### Conseguimenti importanti
- Le prime simulazioni numeriche dell'atmosfera globale che hanno portato alla definizione della struttura di base dei modelli numerici di definizione del clima e delle previsioni atmosferiche; questi modelli sono tuttora in uso.[2]
- La prima simulazione numerica dell'oceano globale.[2]
- La definizione iniziale e le successive elaborazioni di molti aspetti fondamentali nella ricerca sul riscaldamento globale, inclusa la retroazione del vapore acqueo, l'amplificazione polare del cambiamento della temperatura, la siccità estiva continentale e l'effetto di retroazione delle nuvole.[2]
- I primi modelli climatici accoppiati atmosfera-oceano e le prime simulazioni del riscaldamento globale utilizzando questi modelli (includendo i già citati effetti di retroazione e il potenziale indebolimento dell'inversione della circolazione termoalina dell'Atlantico).[2]
- Lo sviluppo di un modello aggiornato degli uragani e il suo trasferimento operativo al NOAA National Weather Service e alla Marina.[2]

### Gruppi scientifici
Il GFDL è una comunità eterogenea di circa 300 tra ricercatori, collaboratori e personale impiegatizio provenienti da molte regioni del mondo. Il laboratorio è attualmente organizzato in gruppi di lavoro assistiti da un grande gruppo di supporto per il trattamento computerizzato dei dati. 
- Atmospheric physics, chemistry and climate
- Climate and ecosystems
- Climate diagnostics
- Climate change, variability and prediction
- Oceans and climate
- Weather and atmospheric dynamics